# Chupanidi
I Chupanidi o Chubanidi (in persiano چوپاﻧﻴﺎﻥ‎, Čūpāniyān), furono una dinastia mongola del clan dei Suldūz (che alcuni chiamano Tayichiud), affermatasi nella Persia del XIV secolo.  Servì da principio sotto gli Ilkhanidi, assumendo poi de facto il controllo del territorio dopo la caduta dell'Ilkhanato. I Chupanidi ebbero le loro roccaforti nel montagnoso Azerbaigian, mentre i Jalayridi assunsero il controllo a Baghdad.

## Primi Chupanidi
I primi Chupanidi erano membri del clan mongolo dei Soldūz. Sūrgān Shīra, uno dei primi importanti esponenti della famiglia chupanide, servì sotto Gengis Khan durante l'ascesa al potere di quest'ultimo, salvandogli in un'occasione la vita. Più tardi, i Chupanidi operarono sotto gli Ilkhanidi. Un discendente di Sorgan Sira, Amir Tudahun, fu ucciso nel 1277 combattendo contro i Mamelucchi nella battaglia di Elbistan. Lasciò un figlio, Malek, che a sua volta fu padre di Amir Chupan, eponimo dei Chupanidi.

## Amir Chupan e i suoi figli
Ai primi del XIV secolo, l'Emiro Chupan servì sotto vari Ilkhan (Arghun, Gaykhātū, Ghāzān Maḥmūd e Öljeitü). Comandante militare di grandi capacità, Chupan guadagnò presto il favore del suo Signore e dei successori di questi e sposò alcuni appartenenti della linea di Hulagu. Il suo potere suscitò le gelosie della nobiltà, che cospirò ai suoi danni nel 1319. fallendo però il suo obiettivo. Anche l'Ilkhan Abū Saʿīd, tuttavia, prese a guardare con sfavore il potere del suo sottoposto e la sua crescente influenza e lo allontanò quindi dalla sua corte, costringendolo a cercar rifugio nel 1327 a Herat, dove però i Kartidi lo misero a morte. 

Numerosi suoi figli cercarono allora rifugio nell'Orda d'Oro o tra i Mamelucchi d'Egitto, mentre altri finirono con l'essere uccisi.

## Baghdād Khātūn
I Chupanidi non furono spazzati via completamente dalla Persia. Una figlia di Chupan, Baghdād Khātūn, aveva attirato l'attenzione di Abū Saʿīd. Durante la vita di Chupan, ella fu maritata a Ḥasan-e Bozorg, il futuro fondatore della dinastia jalayride, ma dopo che Chupan fuggì, Ḥasan-e Bozorg la ripudiò, e Baghdād Khātūn sposò allora Abū Saʿīd. La donna guadagnò rapidamente influenza sull'Ilkhan ed esercitò gli ampi poteri che il marito le aveva concesso. Fu accusata (senza che ve ne fosse alcuna prova) di coinvolgimento in tutte le cospirazioni ai danni del marito, e la cosa fu più tardi accreditata da alcuni che avevano causato l'uccisione di Abū Saʿīd nel 1335. Il successore di Abū Saʿīd, Arpa Ke'un, la fece mettere a morte.

## Ruolo durante il crollo dell'Ilkhanato e Ḥasan Kuçek
La posizione di Arpā Khān era assai debole. Per consolidare il proprio potere sposò Sati Beg sorella di Abū Saʿīd e vedova di Chupan. Una nipote di Chūpān, Dalshād Khātūn era incinta e dato che suo figlio sarebbe potuto diventare un pretendente legittimo al trono, questo rappresentava un pericolo evidente per Arpā Khān. Prudentemente Dalshād Khātūn fuggì nel Diyar Bakr. Il governatore della regione colse questa occasione come pretesto per attaccare l'Ilkhan e sconfiggerlo. Arpā Khān, abbandonato anche da coloro che egli aveva ristabilito nelle loro funzioni dopo essere stati deposti da Abū Saʿīd, fu ucciso da un suo avversario il 15 maggio 1336. Il Jalayride Ḥasan-e Bozorg si sposò allora con Dalshād Khātūn, che gli dette figli, futuri eredi del regno.
Mentre i Jalayridi consolidavano le loro posizioni in Iraq, altri chupanidi erano tuttavia non meno impegnati. Hasan Kuçek, un nipote di Chūpān, radunò attorno a sé numerosi componenti della famiglia chupanide  e sconfisse i Jalayridi nel 1338, spianando la strada a un regno chupanide nell'area attorno a Tabriz. Quello stesso anno egli elevò al trono ilkhanide Sati Beg, sorella di Abū Saʿīd e vedova di Chūpān. Per poterla condizionare, la obbligò tuttavia a sposare un suo burattino, Suleyman Khan. Ḥasan Kuçek continuò a combattere i Jalayridi (un confronto armato che fu più tardi complicato dalle incursioni effettuate da Togha Temur del Grande Khorasan), ma la maggior sfida fu per lui la sua stessa famiglia. Numerosi suoi componenti infatti defezionarono in favore dei Jalayridi e Ḥasan Kuçek fu costretto a trattare con loro fino alla sua morte avvenuta nel 1343.

## Malek Ashraf e il declino chupanide
Una lotta per il potere esplose rapidamente dopo la morte di Ḥasan Kuçuk. Durante la disputa scatenatasi, il fratello di Ḥasan Kuçuk, Malek Ashraf, ebbe la meglio ed eliminò i suoi zii. Alla fine del 1344, Malek Ashraf aveva assunto l'effettivo controllo dei territori chupanidi. Al pari del suo predecessore, Malek Ashraf usò monarchi-marionetta, attraverso i quali egli regnava effettivamente. Nel corso del suo regno, il Chupanide tentò di strappare Baghdad ai Jalayridi nel 1347 ma fallì miseramente. Non riuscì neppure a impadronirsi nel 1350 del Fars, allora dominato dagli Injuidi. Col procedere del tempo, Malek Ashraf divenne sempre più crudele, provocando malcontento crescente tra i suoi sudditi. Quando le forze dell'Orda d'Oro sommersero il regno chupanide e conquistarono Tabriz nel 1357, pochi furono a lamentare la perdita del potere dei Chupanidi. Malek Ashraf fu messo a morte e la sua famiglia portata a nord dall'Orda d'Oro. La prole di Malek Ashraf fu infine passata per le armi in Persia, mettendo per sempre fine alla dinastia chupanide.

## Albero genealogico
|  |  |                |                |                |                |                |                |             |             |             |             |           |           |              |              |              |              |              |              |  |  | Chupan         |                |                |                |                |                |  |  |               |               |               |               |               |               |  |  |                |                |                |                |                |                |  |  |  |  |  |  |  |  |  |  |  |  |  |  |  |  |  |  |  |  |  |  |  |  |  |  |  |  |  |  |  |  |  |  |
|  |  |                |                |                |                |                |                |             |             |             |             |           |           |              |              |              |              |              |              |  |  |                |                |                |                |                |                |  |  |               |               |               |               |               |               |  |  |                |                |                |                |                |                |  |  |  |  |  |  |  |  |  |  |  |  |  |  |  |  |  |  |  |  |  |  |  |  |  |  |  |  |  |  |  |  |  |  |
|  |  |                |                |                |                |                |                |             |             |             |             |           |           |              |              |              |              |              |              |  |  |                |                |                |                |                |                |  |  |               |               |               |               |               |               |  |  |                |                |                |                |                |                |  |  |  |  |  |  |  |  |  |  |  |  |  |  |  |  |  |  |  |  |  |  |  |  |  |  |  |  |  |  |  |  |  |  |
|  |  | Hasan-e Bozorg | Hasan-e Bozorg | Hasan-e Bozorg | Hasan-e Bozorg | Hasan-e Bozorg | Hasan-e Bozorg |             |             | Timurtash   | Timurtash   | Timurtash | Timurtash | Timurtash    | Timurtash    |              |              |              |              |  |  | Dimashq Khwāja | Dimashq Khwāja | Dimashq Khwāja | Dimashq Khwāja | Dimashq Khwāja | Dimashq Khwāja |  |  | Shaykh Mahmud | Shaykh Mahmud | Shaykh Mahmud | Shaykh Mahmud | Shaykh Mahmud | Shaykh Mahmud |  |  | Baghdād Khātūn | Baghdād Khātūn | Baghdād Khātūn | Baghdād Khātūn | Baghdād Khātūn | Baghdād Khātūn |  |  |  |  |  |  |  |  |  |  |  |  |  |  |  |  |  |  |  |  |  |  |  |  |  |  |  |  |  |  |  |  |  |  |
|  |  | Hasan-e Bozorg | Hasan-e Bozorg | Hasan-e Bozorg | Hasan-e Bozorg | Hasan-e Bozorg | Hasan-e Bozorg |             |             | Timurtash   | Timurtash   | Timurtash | Timurtash | Timurtash    | Timurtash    |              |              |              |              |  |  | Dimashq Khwāja | Dimashq Khwāja | Dimashq Khwāja | Dimashq Khwāja | Dimashq Khwāja | Dimashq Khwāja |  |  | Shaykh Mahmud | Shaykh Mahmud | Shaykh Mahmud | Shaykh Mahmud | Shaykh Mahmud | Shaykh Mahmud |  |  | Baghdād Khātūn | Baghdād Khātūn | Baghdād Khātūn | Baghdād Khātūn | Baghdād Khātūn | Baghdād Khātūn |  |  |  |  |  |  |  |  |  |  |  |  |  |  |  |  |  |  |  |  |  |  |  |  |  |  |  |  |  |  |  |  |  |  |
|  |  |                |                |                |                |                |                |             |             |             |             |           |           |              |              |              |              |              |              |  |  |                |                |                |                |                |                |  |  |               |               |               |               |               |               |  |  |                |                |                |                |                |                |  |  |  |  |  |  |  |  |  |  |  |  |  |  |  |  |  |  |  |  |  |  |  |  |  |  |  |  |  |  |  |  |  |  |
|  |  |                |                |                |                | Hasan Kuçek    | Hasan Kuçek    | Hasan Kuçek | Hasan Kuçek | Hasan Kuçek | Hasan Kuçek |           |           | Malek Ashraf | Malek Ashraf | Malek Ashraf | Malek Ashraf | Malek Ashraf | Malek Ashraf |  |  | Dalshād Khātūn | Dalshād Khātūn | Dalshād Khātūn | Dalshād Khātūn | Dalshād Khātūn | Dalshād Khātūn |  |  |               |               |               |               |               |               |  |  |                |                |                |                |                |                |  |  |  |  |  |  |  |  |  |  |  |  |  |  |  |  |  |  |  |  |  |  |  |  |  |  |  |  |  |  |  |  |  |  |

## Discendenti moderni
Discendenti moderni dei Chupanidi nell'Iran di oggi, usano il soprannome dinastico di Amir Chupani e si trovano essenzialmente nel nord e nel sud del Khorasan e nella Provincia del Razavi Khorasan, specialmente nell'area di Mashhad.